# Casto Nopo
Casto Nopo Abeso – trener piłkarski z Gwinei Równikowej.

## Kariera trenerska
Do stycznia 2014 pracował jako trener The Panthers FC. He previously coached the Akonangui FC. Wcześniej trenował Akonangui FC.
W 2010 i 2011 czasowo prowadził narodową reprezentację Gwinei Równikowej.

## Sukcesy i odznaczenia

### Sukcesy trenerskie
- zdobywca Pucharu Gwinei Równikowej: 2002, 2012, 2013